# Lemeza
La Lemeza (in russo Лемеза?; in lingua baschira: Ләмәҙ) è un fiume della Russia europea orientale, affluente di sinistra del Sim, nel bacino della Kama. Scorre nel Katav-Ivanovskij rajon dell'oblast' di Čeljabinsk e nei rajon Beloreckij, Archangel'skij e Iglinskij della Repubblica del Baškortostan. 
La sorgente del fiume si trova in una valle paludosa tra i monti Amšar e Suchie degli Urali meridionali a un'altitudine di 500 metri sul livello del mare; il fiume scorre da sud-est a nord-ovest. Ha una lunghezza di 119 km, il suo bacino è di 1 900 km². Sfocia nel Sim a 72 km dalla foce. Gela da metà novembre / inizio dicembre sino alla metà di aprile. Dalla sorgente al villaggio di Verchnie Lemezy, ha il carattere di un fiume di montagna. Nella parte bassa e alla foce ha un corso piatto.